# Hampi
Hampi, también conocida como Ciudad de la Victoria, fue la capital del Imperio Vijayanagara de 1336 a 1565, ocupa un área de cerca de 26 kilómetros cuadrados en el valle del río Tungabhadra, en Karnataka, India. Fue declarada Patrimonio de la Humanidad por la Unesco en el año 1986.
Visitada en el siglo XV por italianos y persas, y en el siglo XVI por los portugueses Duarte Barbosa, Fernão Nunes y Domingo Paes, este viajero portugués, que vivió en Hampi durante dos años, describió al monarca Krishna Deva Raya como perfecto en todas las cosas. Todos ellos dejaron relatos de la grandiosidad y belleza de Hampi. A comienzos del siglo XVI, el viajero persa Abdur Razzak, escribió:

La ciudad era de tal modo grandiosa que sus ojos nunca había visto nada parecido y que no tenía conocimiento de existir en el mundo lugar como este.
Abdur Razzak

En 1565 los sultanes de Decán, alarmados por el crecimiento y el poder del imperio Vijayanagara, se aliaron y derrotaron a Rama Raya en la batalla de Talikota. La capital fue ocupada y el imperio nunca más se recuperó.

## Monumentos
En el centro de Hampi hay cerca de 350 templos. Existen también fortificaciones, esculturas, pinturas, establos, palacios, jardines, mercados, etc.

### Hinduismo
- Templo Virupaksha.
- Templo de Krisna y estatua de Narasimha.
- Templo de Achyuta Raya.
- Templo de Vithoba: en el patio está el altar de Garuda en forma de carro de piedra, usado a menudo como símbolo de Hampi.
- Monumentos de colina Hemakuta.
- Templo de Hazara Rama: Centro Real, donde se encuentran los cuarteles, el estanque escalonado, el palacio de la reina, etc. y los centros suburbanos.[1]
- Templo de Kodandarama.
- Templo de Pattabhirama.
- Plataforma Mahanavami.
- Sistema de irrigación: vasto y muy elaborado.
- Fuentes y cocina.
- Establo de los elefantes y Lotus Mahal.
- Otros templos y monumentos hindúes.

### Jainismo
- Templo de Ganagitti.
- Otros templos y monumentos jainas.

### Islam
- Mezquita y tumba de Ahmad Khan.

## Galería

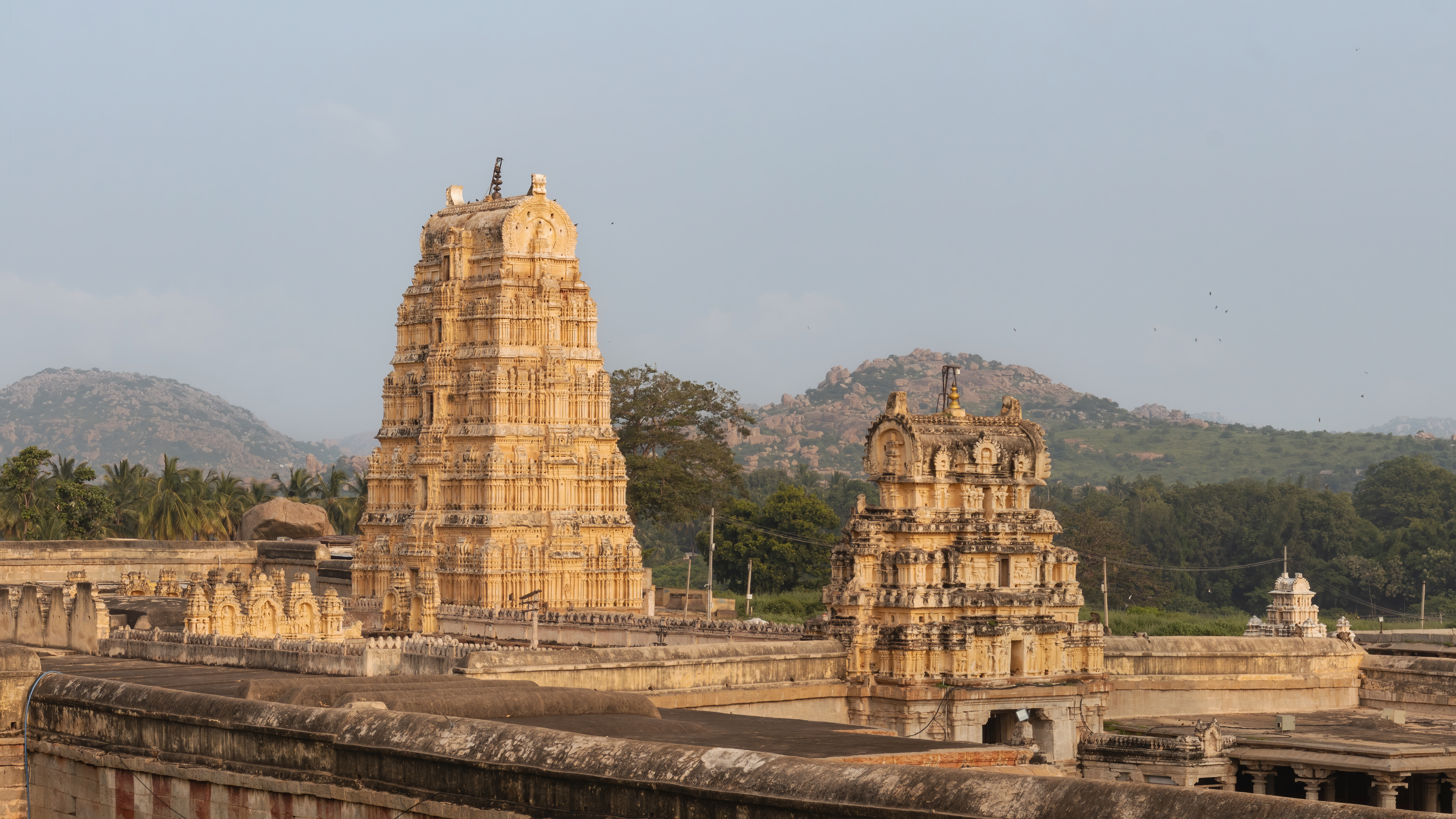
Complejo del Templo de Virupaksha.
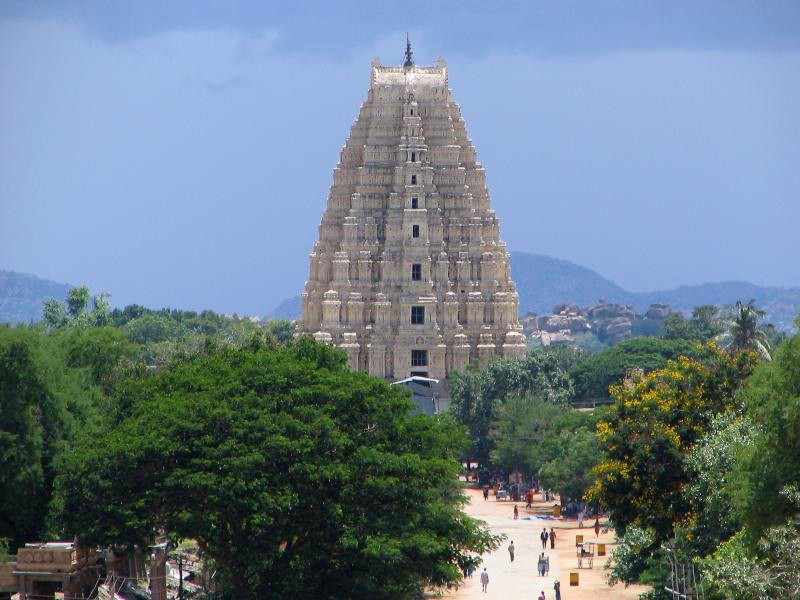
Templo de Virupaksha.
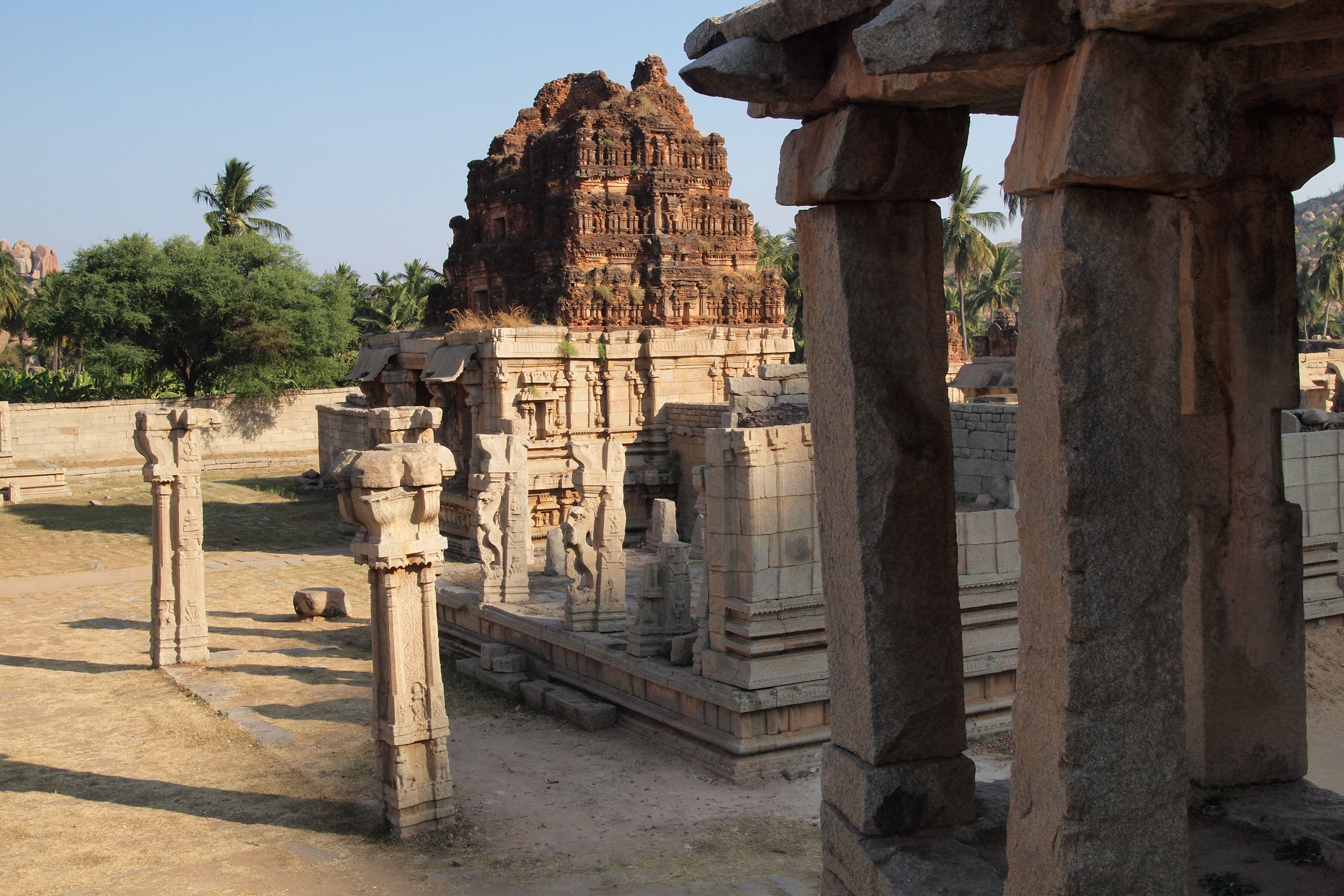
Entrada del templo de Achyuta Raya.
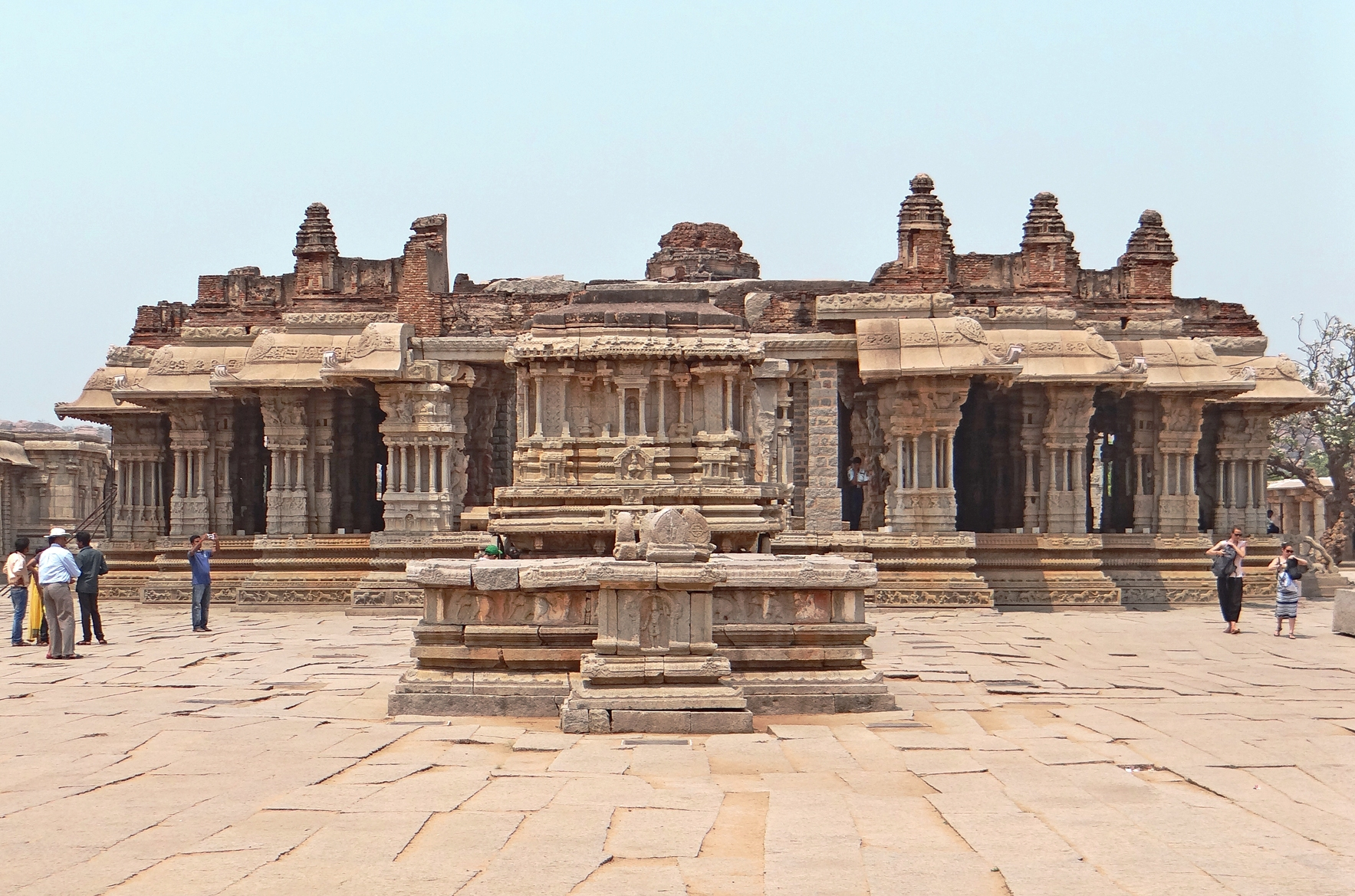
Templo de Vithoba o Vitthala.
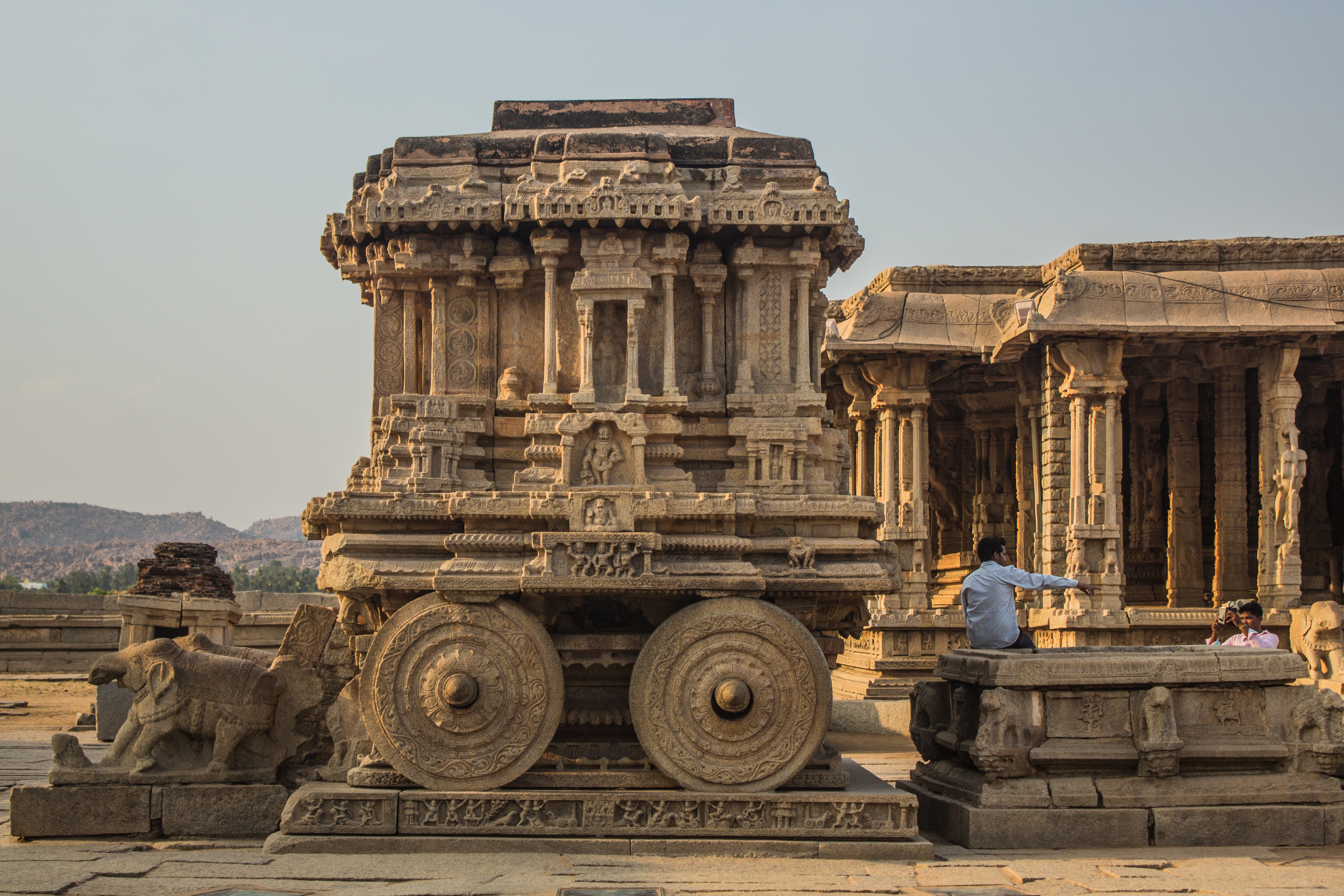
Altar de Garuda en templo de Vithoba.
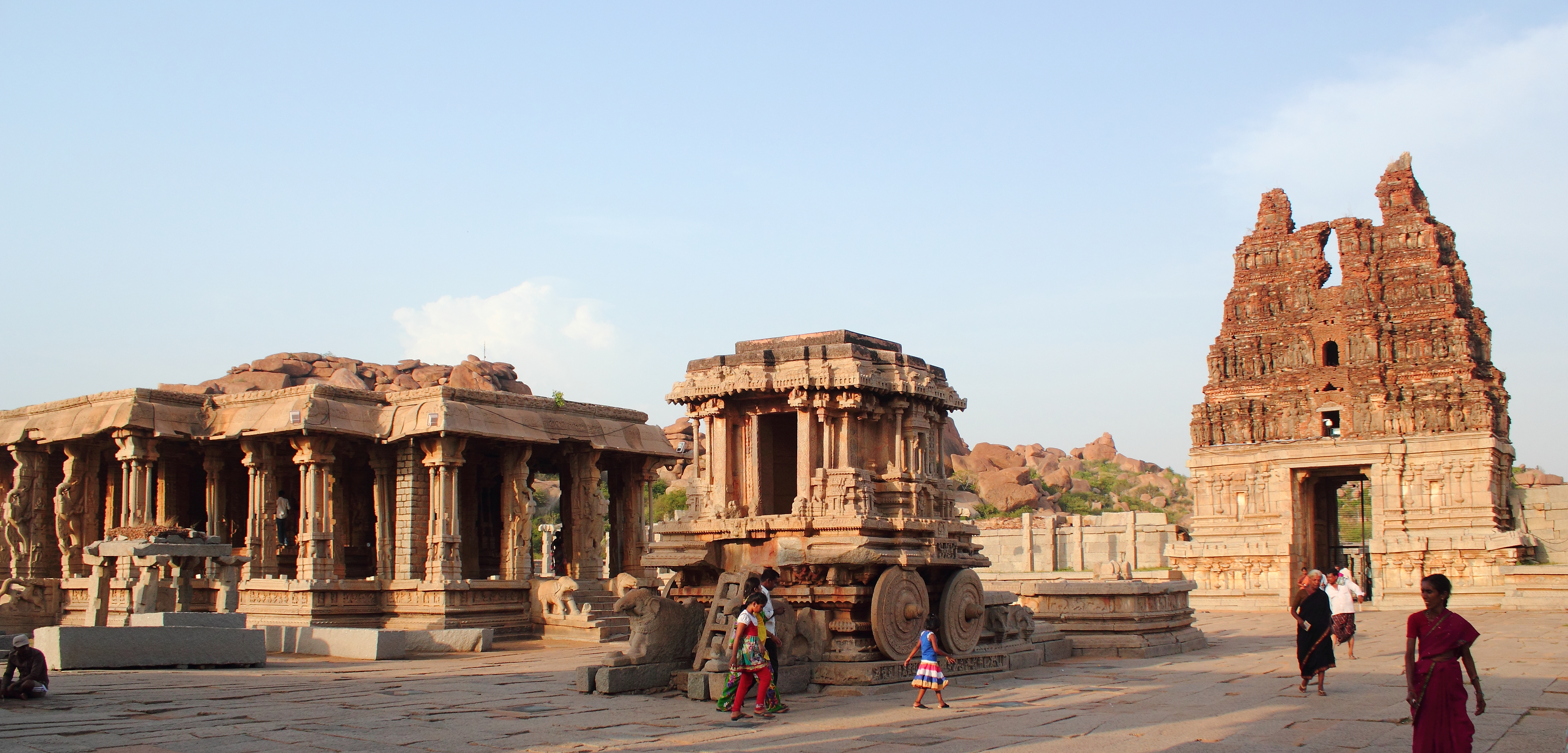
Templo de Vithoba con el altar de Garuda en templo de Vithoba.
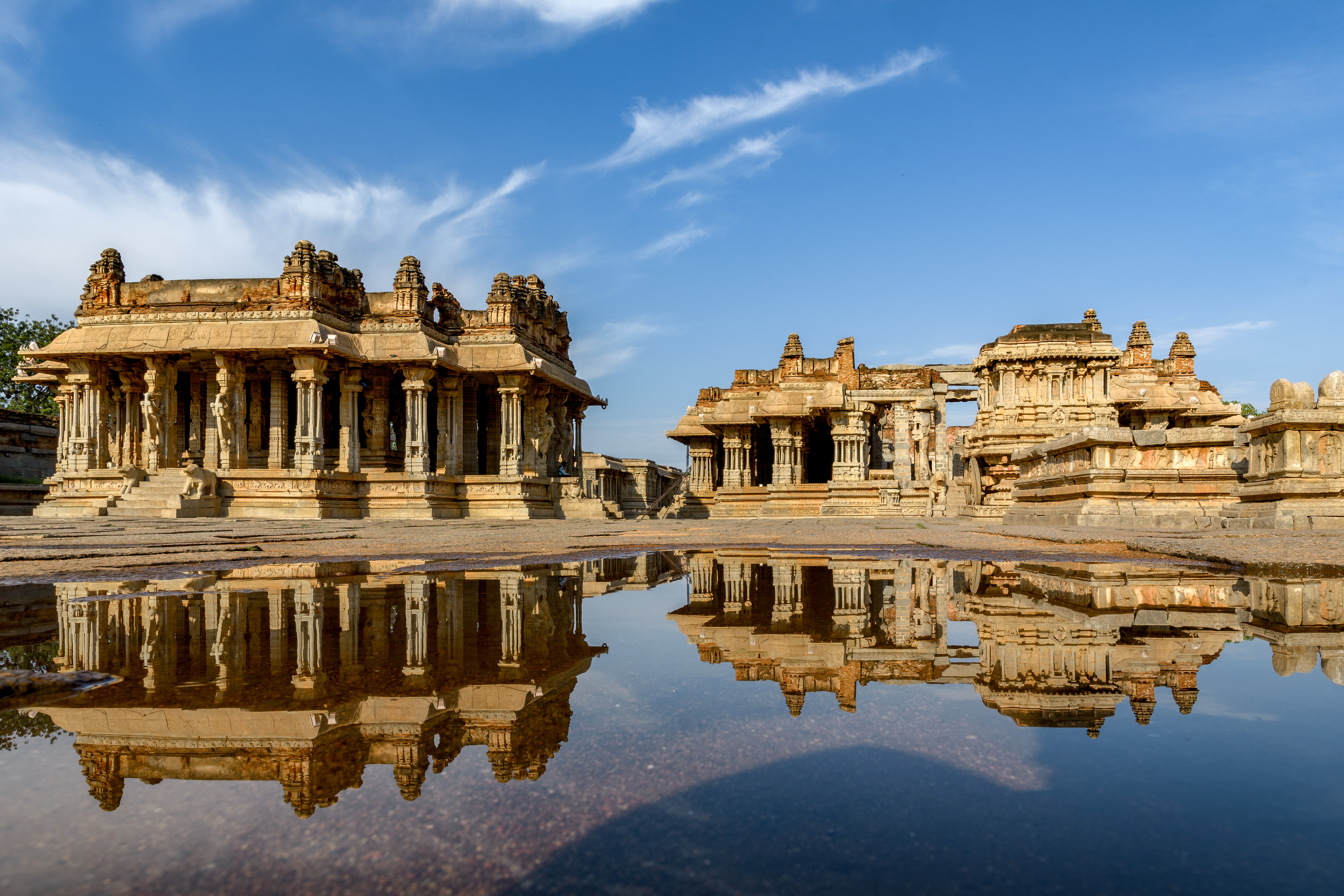
Templo de Vithoba
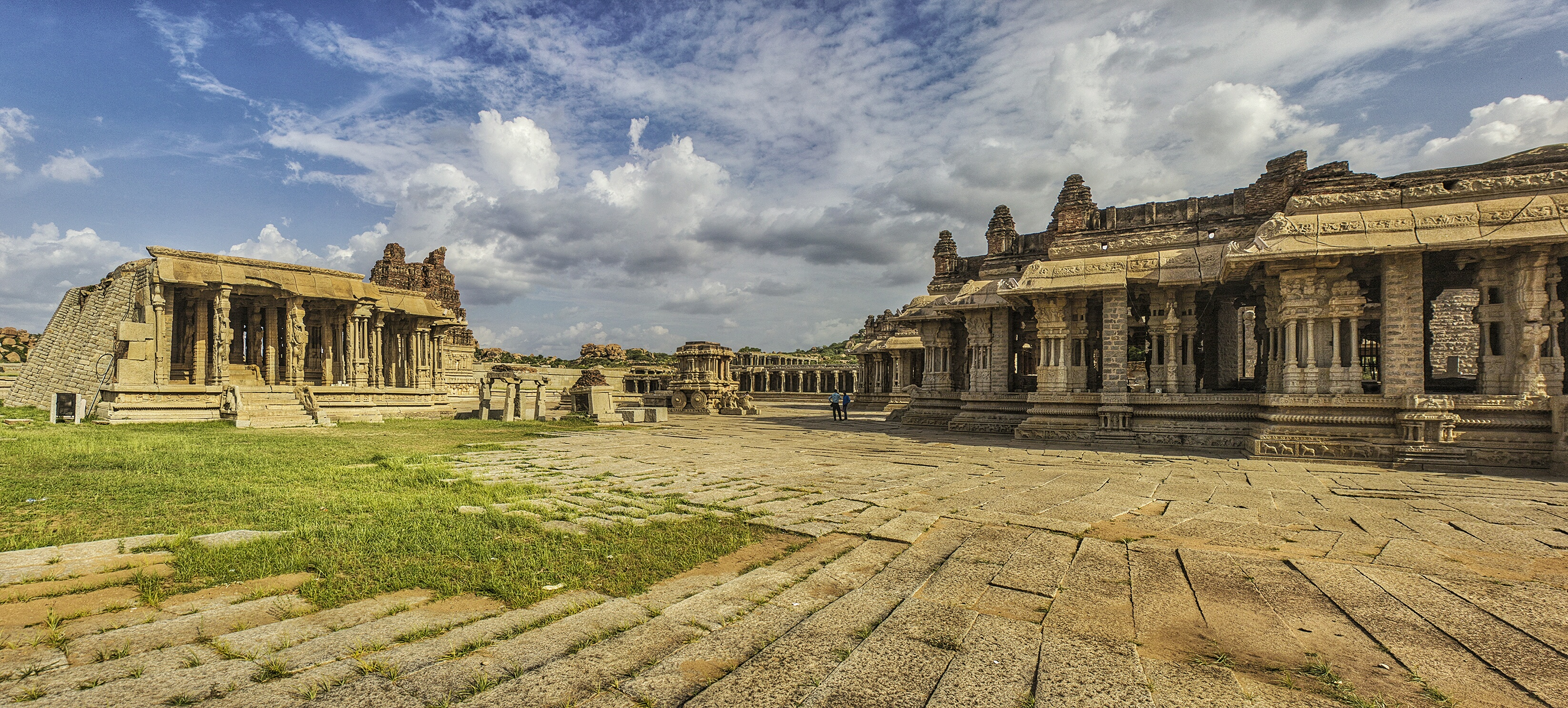
Dentro del complejo del templo de Vithoba
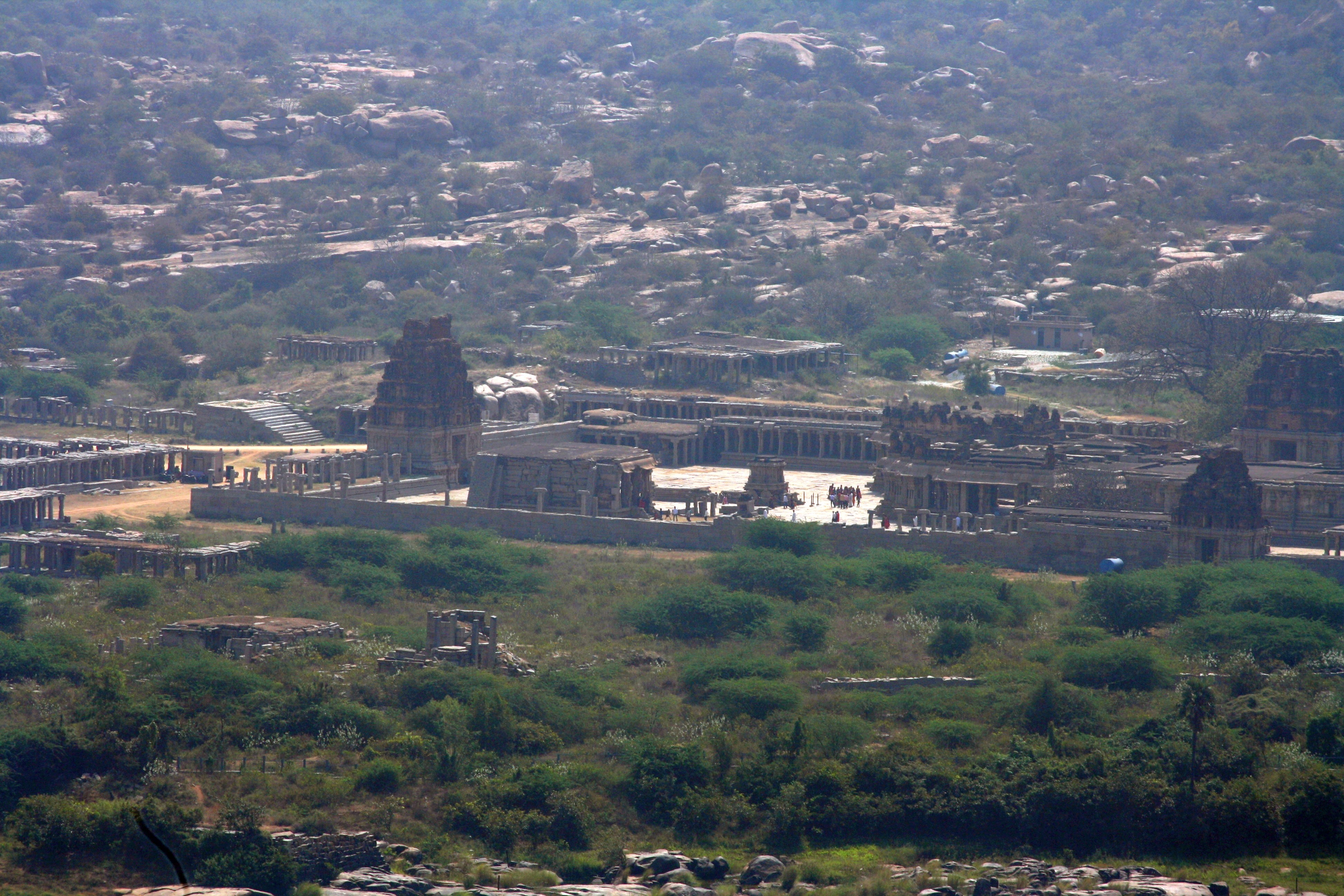
Panorama de todo el complejo del templo de Vithoba
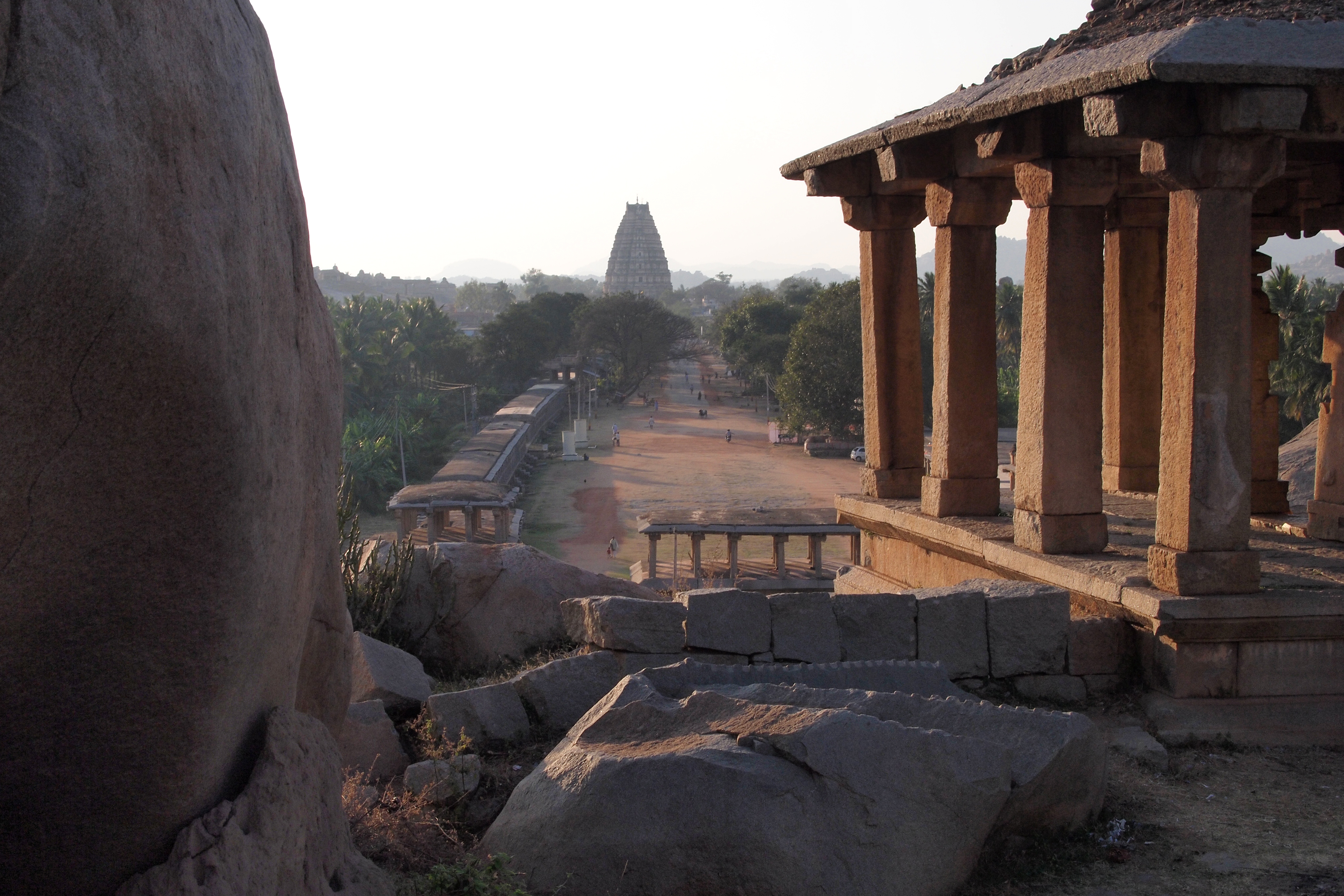
Hampi Bazaar
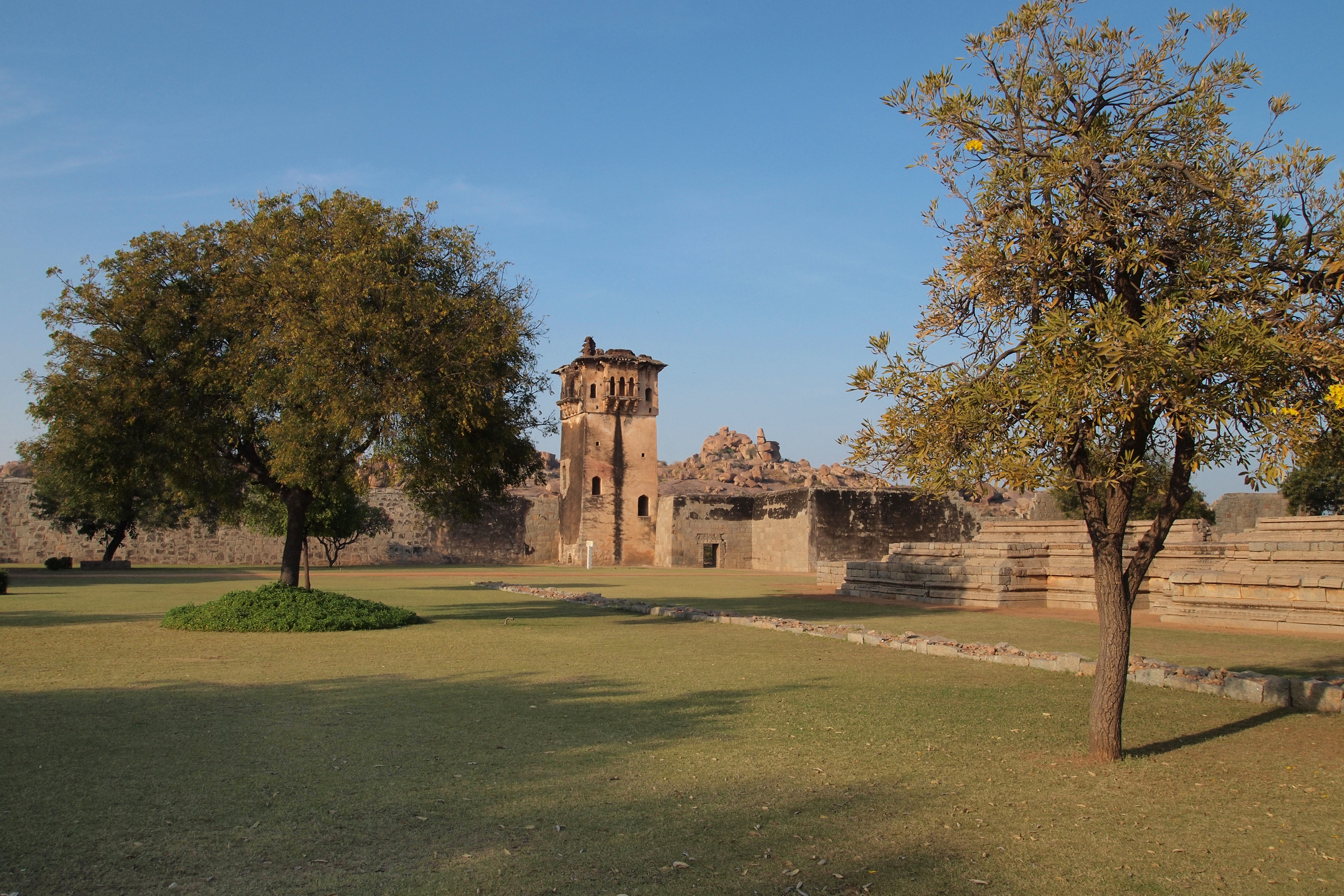
Zenana
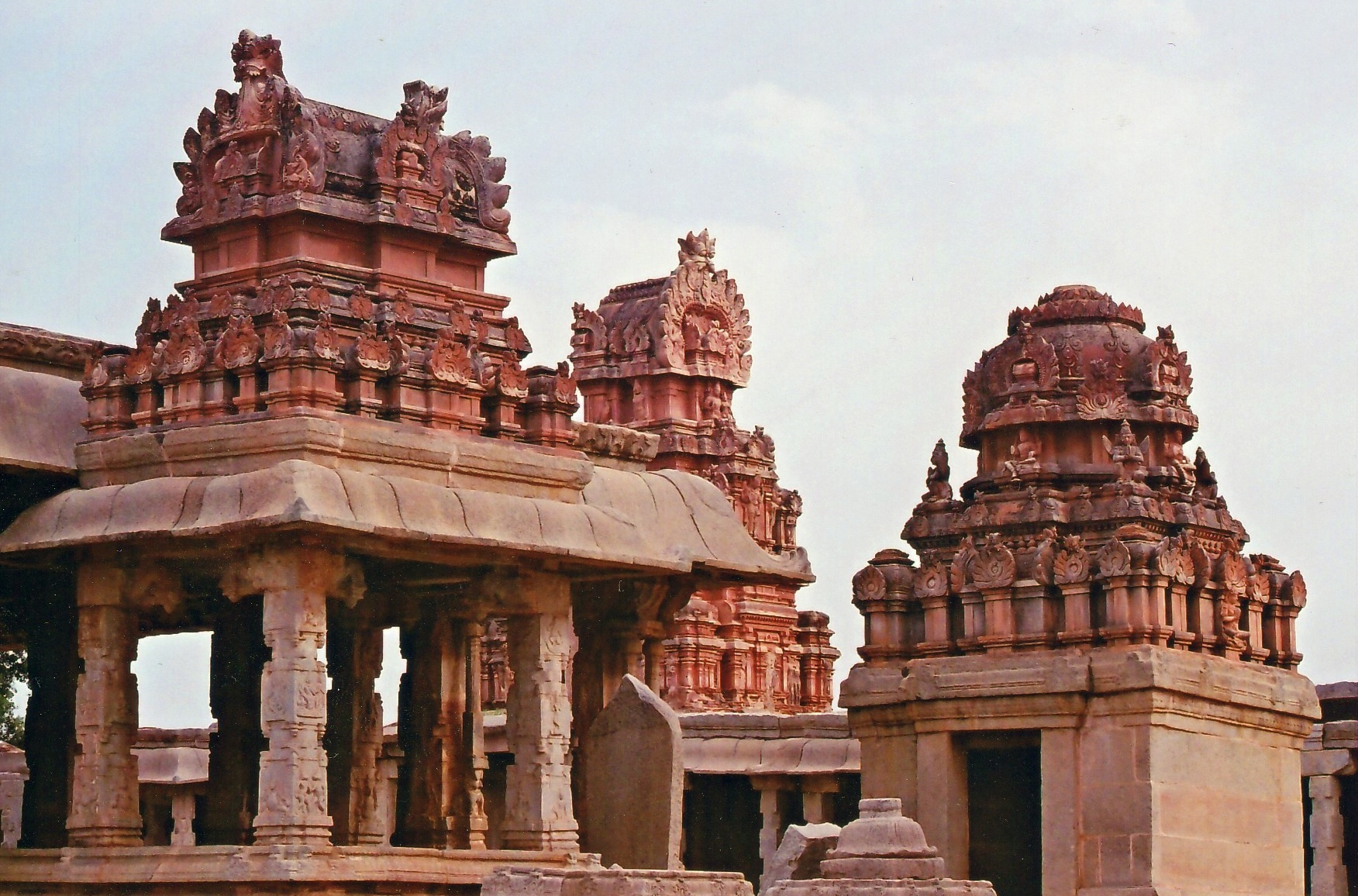
Templo de Bala Krisna.
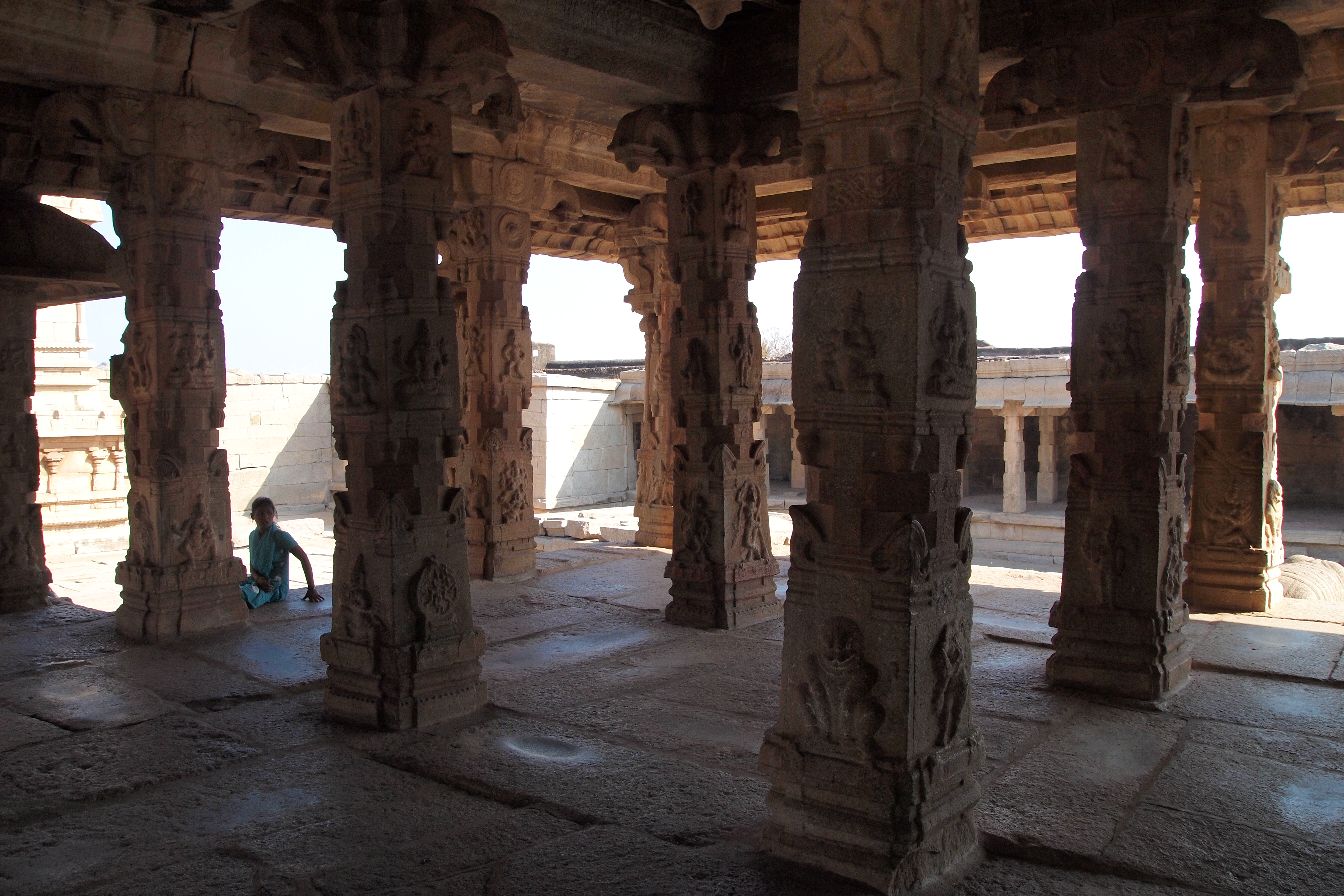
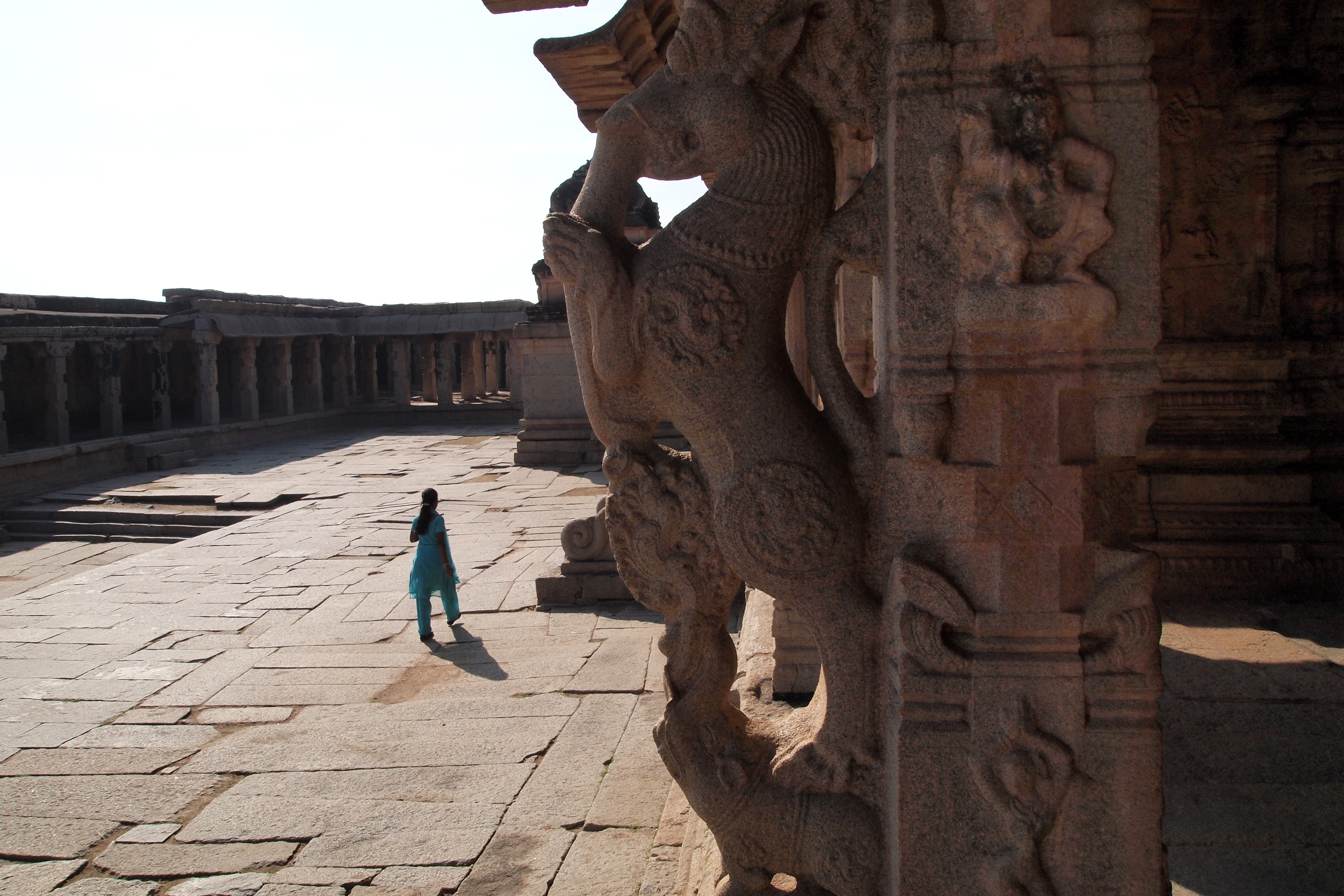
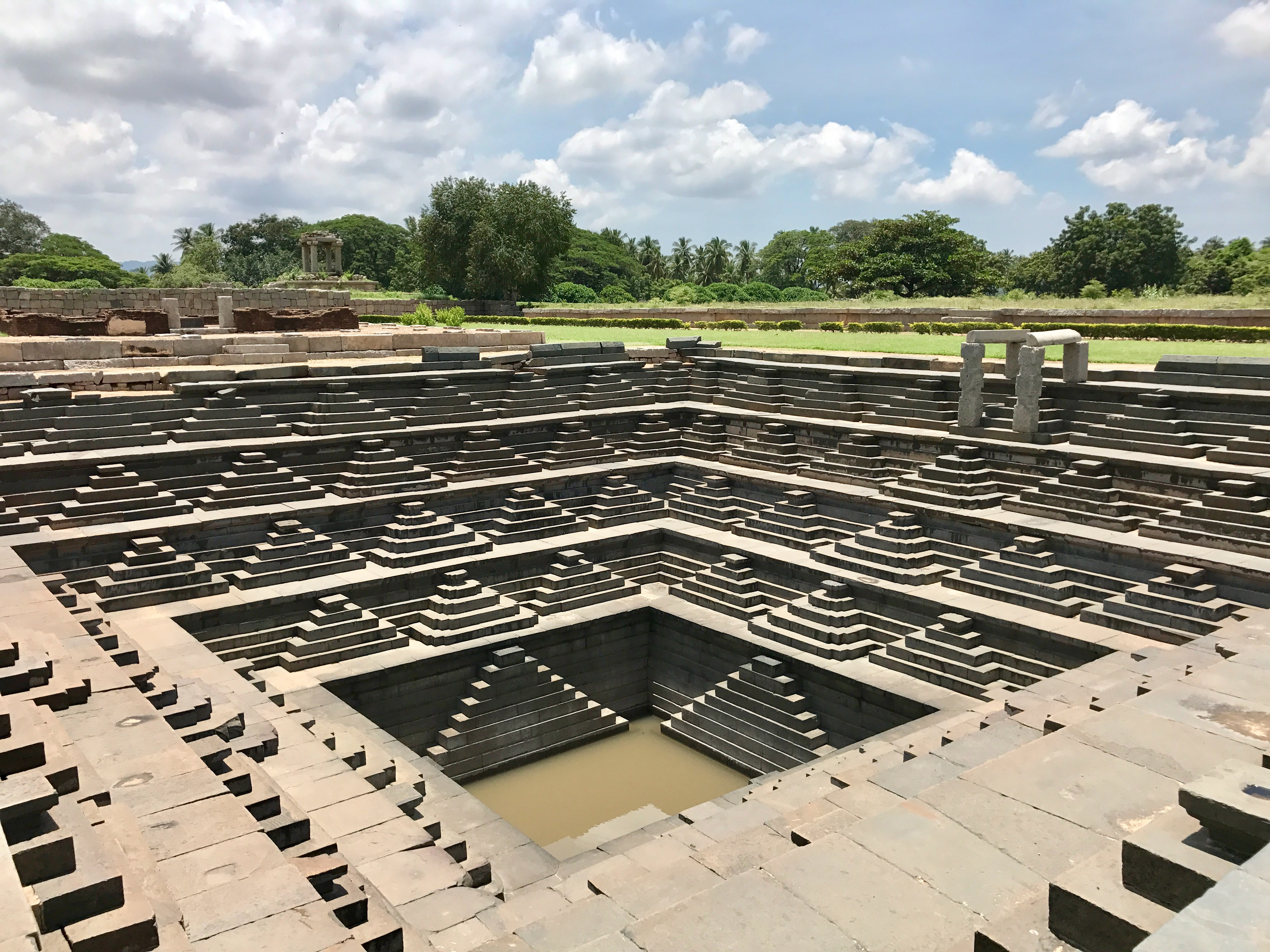
Tanque de agua.
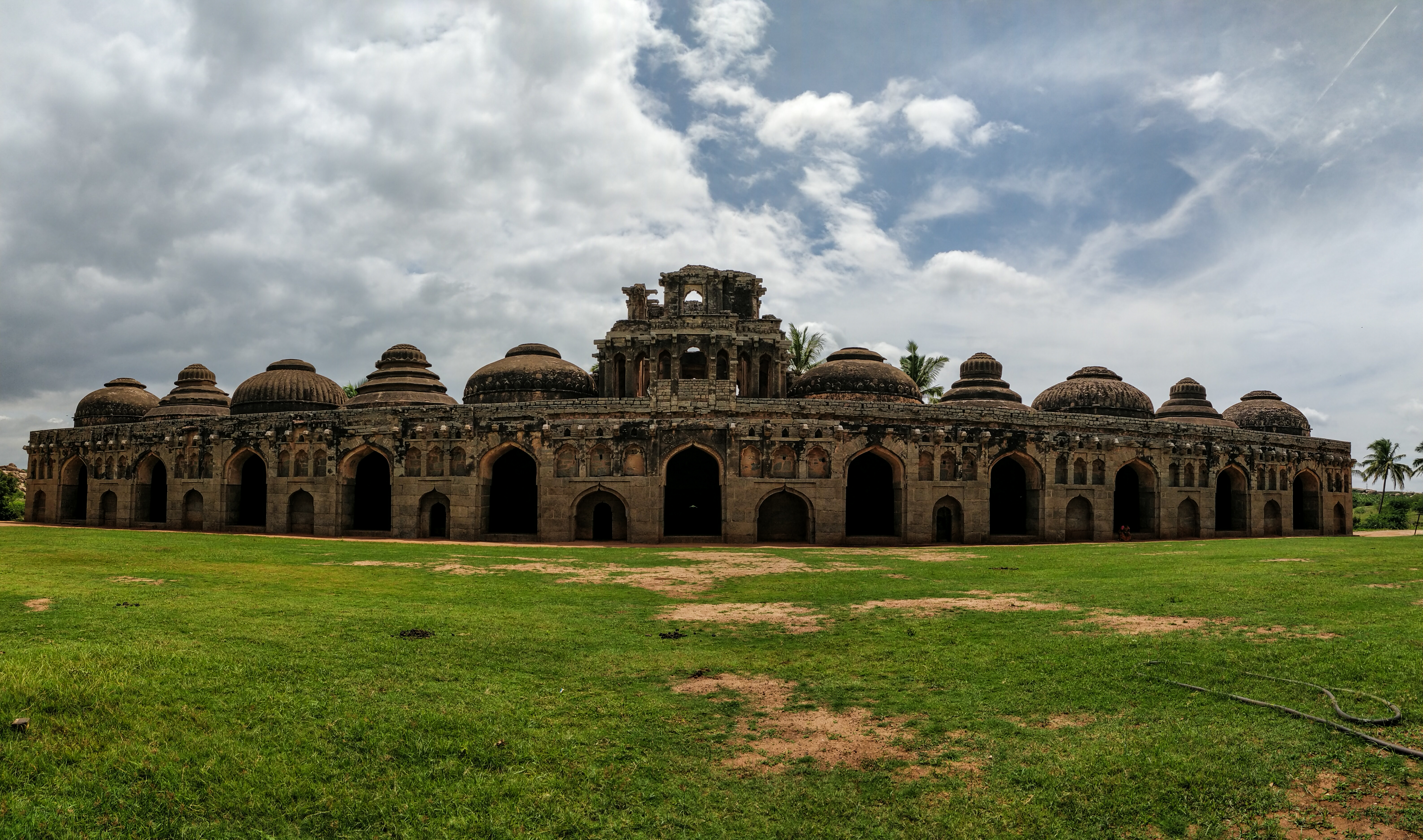
Establo de los elefantes.
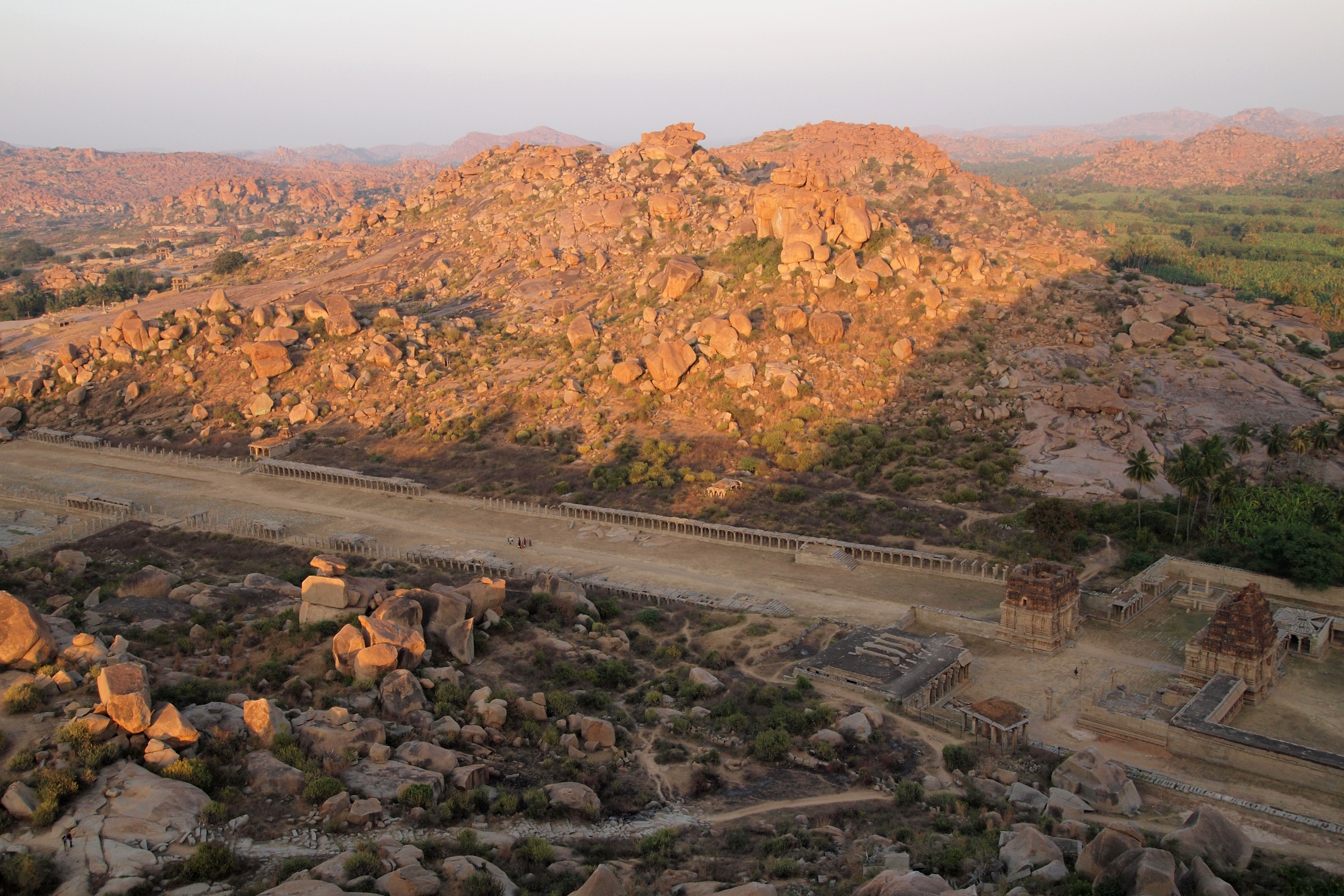